# Microlicia cipoana
Microlicia cipoana är en tvåhjärtbladig växtart som beskrevs av Frederico Carlos Hoehne. Microlicia cipoana ingår i släktet Microlicia och familjen Melastomataceae. Inga underarter finns listade i Catalogue of Life.